# همه اطراف ما
همه اطراف ما (انگلیسی: All Around Us) فیلمی در ژانر درام است که در سال ۲۰۰۸ منتشر شد.

## بازیگران
- تائه کیمورا
- میتسوکو بایشو
- سوسومو تراجیما
- مینوری ترادا
- آکیرا اموتو
- سی‌یچی تانابه
- ریو کاسه
- ریکو کاتاوکا
- هیروتومی آرای
- لیلی فرانکی
- کن میتسوئیشی

## جوایز
پنجاه و یکمین جایزه روبان آبی
- برنده: جایزه روبان آبی برای بهترین هنرپیشه زن - تائه کیمورا
- برنده: بهترین استعداد تازه - لیلی فرانکی

سی و سومین جایزه فیلم هوچی
- برنده: بهترین کارگردان - ریوسوکه هاشیگوچی

سی و دومین جایزه آکادمی فیلم ژاپن: بهترین هنرپیشه زن (تائه کیمورا)